# Metro w Caracas
Metro w Caracas - system metra obsługujący Caracas, stolicę Wenezueli. Został zbudowany i jest zarządzany przez Compania de Anónima Metro Caracas, firmę państwową, którą założył w 1977 roku José González-Lander. Kierował on projektem od ponad trzydziestu lat od wczesnych etapów planowania w 1960 roku. Obecnie system składa się z 4 linii i 44 stacji.